# Supercoupe du Brésil de football
La Supercoupe du Brésil de football est une compétition de football, disparue pendant près de vingt ans, opposant le champion du Brésil et le vainqueur de la coupe du Brésil.
La Confédération brésilienne de football annonce en 2013 la reprise de la compétition dès 2015,. Elle reprend finalement en 2020.

## Palmarès
| Année                       | Vainqueur            | Score                | Finaliste            |
| 1990                        | Grêmio (1)           | 2 - 0 0 - 0          | Vasco da Gama        |
| 1991                        | Corinthians (1)      | 1 - 0                | Flamengo             |
| Non joué entre 1992 et 2019 |                      |                      |                      |
| 2020                        | Flamengo (1)         | 3 - 0                | Athletico Paranaense |
| 2021                        | Flamengo (2)         | 2 - 2 (6 - 5 t.a.b.) | Palmeiras            |
| 2022                        | Atletico Mineiro (1) | 2 - 2 (8 - 7 t.a.b.) | Flamengo             |
| 2023                        | Palmeiras (1)        | 4 - 3                | Flamengo             |
| 2024                        | São Paulo FC (1)     | 0 - 0 (4 - 2 t.a.b.) | Palmeiras            |
| 2025                        | Flamengo (3)         | 3 - 1                | Botafogo             |

## Trophée des champions (non officiel)
En 1992, la Supercoupe est remplacée par le Trophée des champions, qui oppose les champions de première et deuxième division. Cette compétition non officielle n'a connu qu'une seule édition.
| Année | Vainqueur | Score                | Finaliste    |
| 1992  | Flamengo  | 2 - 2 (4 - 3 t.a.b.) | Paraná Clube |